# Kanton Combronde
Kanton Combronde (fr. Canton de Combronde) je francouzský kanton v departementu Puy-de-Dôme v regionu Auvergne. Tvoří ho 12 obcí.

## Obce kantonu
- Beauregard-Vendon
- Champs
- Combronde
- Davayat
- Gimeaux
- Joserand
- Montcel
- Prompsat
- Saint-Hilaire-la-Croix
- Saint-Myon
- Teilhède
- Yssac-la-Tourette